# Anja Quaschinski
Anja Quaschinski (* 1961 in Frankfurt am Main) ist eine deutsche Malerin und Glasmalerin.

## Werdegang
Geboren in Frankfurt am Main, ließ sich Anja Quaschinski von 1978 bis 1981 an der Staatlichen Glasfachschule in Hadamar zur Glasmalerin ausbilden. Nach zweijähriger praktischer Tätigkeit schloss sich die Ausbildung an der Bundesfachschule des Glaserhandwerks in Hadamar an, die sie 1984 mit der Meisterprüfung abschloss.
Anschließend war Anja Quaschinski bis 1990 Leiterin der Abteilung Glasmalerei bei Derix Glasstudios in Taunusstein. Von 1991 bis 1994 arbeitete sie als künstlerische Assistentin bei Hermann Gottfried und studierte an der Freien Kunstschule Wiesbaden Komposition, Farblehre und Malerei.
Anja Quaschinski ist seit 1994 als freischaffende Künstlerin tätig. Bekannt wurde sie vor allem durch ihre Arbeiten in sakralen Bauwerken.
Sie arbeitet häufig gemeinsam mit dem Düsseldorfer Bildhauer Till Hausmann, der im Kontext von Quaschinskis Raumgestaltungen monumentale Holzaltäre, Sedilien und Ambonen schuf.

## Werk

### Fenster und Raumgestaltung (Auswahl)
| Ort                        | Bauwerk                                      | Objekt                                          | Jahr          |
| -------------------------- | -------------------------------------------- | ----------------------------------------------- | ------------- |
| Siegen-Weidenau            | Kath. Kapelle Marienheim                     | Fenster                                         | 1994          |
| Frechen                    | Kath. Kirche St. Audomar                     | Fenster                                         | 1996          |
| Euskirchen-Billig          | Kath. Kirche St. Cyriakus                    | Fenster                                         | 1997          |
| Kühlungsborn               | Kath. Kirche Hl. Dreifaltigkeit              | Fenster                                         | 2000          |
| Düsseldorf-Derendorf       | Münster-Therme                               | Fenster                                         | 2000          |
| Winterberg-Elkeringhausen  | Kath. Kirche St. Maria Magdalena             | Fenster, Seccomalerei                           | 2001 bis 2002 |
| Schwemsal                  | Evang. Erlöserkirche                         | Altarbild, Fenster                              | 2012 bis 2014 |
| Troisdorf                  | Kath. Kirche St. Lambertus                   | Fenster                                         | 1993          |
| Dortmund-Brackel           | Trauerhalle Hauptfriedhof                    | Deckenbemalung                                  | 2019          |
| Herzogenaurach-Niederndorf | Kath. Kirche St. Josef                       | Altarraumgestaltung                             | 2013          |
| Düsseldorf-Rath            | St. Josef-Kapelle, Augustakrankenhaus        | Seccomalerei, Wand                              | 2006          |
| Leverkusen-Rheindorf       | Evang. Hoffnungskirche                       | Seccomalerei, Altarraumgestaltung               | 2008          |
| Saarbrücken                | Andachtsraum, Klinikum Saarbrücken           | Wandbild                                        | 2021          |
| Monheim                    | St. Ursula-Kapelle, Pfarrer-Franz-Boehm-Haus | Fenster, Seccomalerei                           | 2009 bis 2011 |
| Dortmund-Scharnhorst       | Kath. Pfarrkirche St. Immaculata             | Altarraumgestaltung (Wand- und Deckenmalerei)   | 2015 bis 2016 |
| Meisenheim                 | Andachtsraum, Glantalklinik                  | Fenster und Raumgestaltung                      | 2016          |
| Brühl                      | Kapelle, St. Ursula Gymnasium                | Fenster                                         | 2007          |
| Leverkusen-Quettingen      | Kath. Kirche St. Maria Rosenkranzkönigin     | Fenster                                         | 1996 bis 2007 |
| Wuppertal Elberfeld        | Kapelle, Altenzentrum Augustinusstift        | Fenster                                         | 2004          |
| Dittichenrode              | Evangelische St. Annen- und Marienkirche     | Altarbild                                       | 2012          |
| Irsch bei Saarburg         | Kath. Kirche St. Gervasius und Protasius     | Seccomalerei (Deckenmalerei und Wandgestaltung) | 2010          |
| Germersheim-Sondernheim    | Kath. Kirche St. Johannes der Täufer         | Fenster                                         | 2006          |
| Ammersbek-Lottbek          | Evang. Kirchengemeinde Hoisbüttel            | Fenster                                         | 2006          |
| Dortmund                   | Kath. Kirche St. Gertrudis                   | Seccomalerei (Raumgestaltung Decke und Wände)   | 2005          |
| Melle                      | Christliches Seniorenstift                   | Fenster                                         | 2010          |
| Melle                      | Niels-Stensen-Kliniken                       | Altarbild, Fenster                              | 2007          |

Quelle: Webseite von Anja Quaschinski